# Nu (Champasak)
Nu (voller Thronname Somdet Brhat Chao Anuya; * im späten 18. Jahrhundert; † 1811) war 1811 für drei Tage Herrscher des von Siam abhängigen Königreichs Champasak.

## Leben
Nu war Sohn von Prinz No Mueang und damit Enkel von König Pothi von Champasak (reg. 1737 bis 1791). Nu wurde am Hofe und in Bangkok ausgebildet, wo er als Geisel am Hof von König Rama I. weilte. 1811 wurde er von den Siamesen zum König bestellt, doch starb er drei Tage nach seiner Inthronisation. Er hinterließ drei Söhne.
Im Anschluss folgte ein zweijähriges Interregnum, das durch die Einsetzung von König Phom Ma Noi (reg. 1813 bis 1820) beendet wurde.